# 圣海梅-德尔斯多梅尼斯
圣海梅-德尔斯多梅尼斯（西班牙語：San Jaime dels Domenys）是西班牙加泰罗尼亚塔拉戈纳省的一个市镇。总面积23平方公里，总人口1500人（2001年），人口密度65人/平方公里。